# Cheyenne Awai
Cheyenne Awai (* 1. November 1996 in Arima) ist eine Radsportlerin aus Trinidad und Tobago. Sie ist die vermutlich einzige gehörlose Radsportlerin im karibischen Raum (Stand 2016).

## Sportliche Laufbahn
Cheyenne Awai stammt aus Arima, wo sich eine offene Beton-Radrennbahn befindet, auf der regelmäßig nationale Meisterschaften ausgetragen werden. Awai besuchte die Gerhörlosen-Grundschule Cascade School for the Deaf in Port of Spain sowie weiterführende Schulen in Tunapuna und El Dorado. Schon als Kind äußerte sie den Wunsch, Radsport zu betreiben, und begann mit dem Training auf dem Arima Velodrome.
2012 sowie 2014 errang Awai jeweils die Bronzemedaille bei der nationalen Zeitfahrtmeisterschaft der Juniorinnen. 2015 wurde sie nationale Meisterin in der Einerverfolgung auf der Bahn. Im Jahr darauf wurde sie Dritte im Straßenrennen. 2017 wurde sie nationale Vize-Meisterin im Punktefahren. 2023 errang sie die nationalen Titel im Scratch und im Omnium, und sie wurde Vize-Meisterin im Straßenrennen.

## Erfolge
2015
- Meisterin von Trinidad und Tobago – Einerverfolgung

2023
- Meisterin von Trinidad und Tobago – Scratch, Omnium